# Битча (район)
Район Битча (словац. Okres Bytča) — район Словакии. Находится в Жилинском крае.

## Население
| Год:        | 1994   | 2004    | 2014    | 2024    |
| ----------- | ------ | ------- | ------- | ------- |
| Broj ljudi: | 30 159 | 30 879  | 30 682  | 31 444  |
| Разница:    |        | +2,38 % | −0,63 % | +2,48 % |

| Год:                | 2023   | 2024    |
| ------------------- | ------ | ------- |
| Количество человек: | 31 308 | 31 444  |
| Разница:            |        | +0,43 % |

### Статистические данные (2001)
Национальный состав:
- Словаки — 98,8 %
- Чехи — 0,5 %

Конфессиональный состав:
- Католики — 92,5 %
- Лютеране — 2,7 %